# Янка Запрудник
Янка Запрудник (бел. Янка Запруднік, пол. Jan Zaprudnik, настоящее имя Сергей Николаевич Вильчицкий, бел. Сяргей Вільчыцкі, пол. Sergiusz Wilczycki; 9 августа 1926, местечко Мир, Новоградский повет — 26 мая 2022, Сомерсет, Нью-Джерси, США) — белорусско-американский историк и публицист. Был одним из самых активных деятелей белорусской диаспоры в США, являлся почётным членом Белорусского ПЕН-центра.

## Биография
Родился 9 августа 1926 года в местечке Мир (сейчас Кореличский район Гродненской области) в семье учителей. Тогда эта часть Белоруссии была под властью Польши. Родители, учителя по образованию, имели хозяйство. После присоединения Западной Белоруссии к СССР семье Вильчицких грозила высылка в Сибирь, но этому помешало нападение нацистской Германии на СССР:
«В июне 1941 наша семья — Вильчицких — была в списке на вывоз… В пятницу часть семьи вывезли, а в воскресенье, 22 июня, началась война. Мой отец и дядя имели общее хозяйство. Наша хата была на другом конце сада, и когда энкавэдэшники пришли арестовывать Вильчицких, то они взяли только дядину семью…».
В годы немецкой оккупации Сергей Вильчицкий закончил в Мире начальную школу (1942), затем в Барановичах — прогимназию и три курса (из четырёх) торговой школы (1943—1944). Был участником Союза белорусской молодёжи, а также записался во вспомогательную службу немецкой авиации (Luftwaffehelfer), затем был переведён в дивизию «Беларусь» (под командованием Франца Кушеля).
С 1944 года в Германии. После плена приехал в белорусский лагерь для перемещённых лиц в Регенсбурге в американской зоне оккупации, который в июле 1946 был переведён в Михельсдорф. Как бывшему военнопленному получить статус перемещённого лица ему было невозможно, поэтому пришлось «потерять» документы, с которыми его отпустили из американского плена, и взять фамилию Яна Запрудника из Вильнюса, который по какой-то причине покинул лагерь.
В лагере действовала Белорусская гимназия имени Янки Купалы, которую Ваня Запрудник окончил в 1947 году. В январе 1948 году он отправился в Великобританию, где работал на шахтах центральной Англии. Участвовал в общественно-культурной национальной работе, издании журнала белорусского молодёжи «Наперад!». Присоединился к деятельности Объединения белорусов в Великобритании.
В 1954 году окончил исторический факультет Лювенского католического университета в Бельгии. Потом работал на радиостанции «Освобождение» (сейчас — «Радио Свобода»).
С 1957 года жил в США. Защитил в Нью-Йоркском университете докторскую диссертацию на тему «Политическое состязание за Беларусь в Государственной думе 1906—1917 гг.», читал историю в высших учебных заведениях США.
Последний раз посетил Белоруссию в 2016 году в 90-летнем возрасте. Во время визита съездил на родину жены и провёл в Минске презентацию книги по своим письмам.
Умер 26 мая 2022 года в Нью-Джерси на 96-м году жизни. Похоронен на белорусском кладбище в Ист-Брансуике.

## Работы
Литературную деятельность начал в 1947 г. Был сотрудником и редактором многих периодических изданий белорусской эмиграции.
Под псевдонимом Сергей Ясень печатал стихотворения — преимущественно патриотическую лирику.
Основные англоязычные работы:
- «Беларусь на исторических перекрестках» (Belarus: At a Crossroads in History) (1993 год);
- «Исторический словарь Беларуси» (Historical Dictionary of Belarus) (1998 год).

Основные белорусскоязычные работы:
- Палітычнае змаганне за Беларусь у царскіх Дзяржаўных думах (1906—1917 гг.) // ARCHE. 2009. № 1/2. С. 43—217.